# Sceloporus angustus
Sceloporus angustus (санта-крузький сатор) — вид ігуаноподібних ящірок родини фриносомових (Phrynosomatidae). Ендемік Мексики.

## Поширення і екологія
Санта-крузькі сатори мешкають на островах Сан-Дієго і Санта-Круз в Каліфорнійській затоці, у муніципалітеті Лорето в штаті Баха-Каліфорнія-Сур. Вони живуть серед скель, на галькових і піщаних пляжах, в печерах біля пляжів та в чагарникових і кактусових заростях.